# Camporrobles
Camporrobles es un municipio de la Comunidad Valenciana, España. Está situado al límite con la comunidad autónoma de Castilla-La Mancha. Pertenece a la provincia de Valencia y está situado en la comarca de Utiel-Requena. Cuenta con una población de 1188 habitantes (INE 2024). Se trata de un municipio castellanohablante, en el que el castellano cuenta con el predominio lingüístico reconocido legalmente.

## Geografía
El municipio está situado en el extremo noroeste de la altiplanicie de Utiel, en la comarca de Plana de Utiel-Requena, en el límite con la provincia de Cuenca, a 103 kilómetros de la capital valenciana.

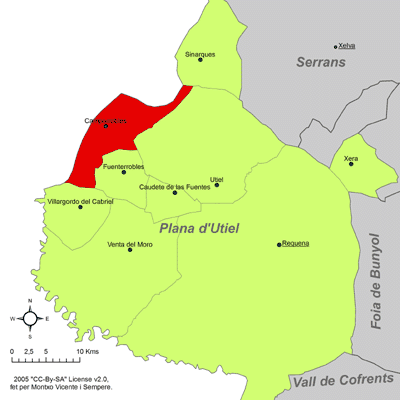
Localización del municipio en la comarca de Utiel-Requena

El término municipal está atravesado por las carreteras N-330 en el pK 206, en el trayecto entre Sinarcas y Utiel, por la CV-474, que se dirige a Villargordo del Cabriel, por la CV-470, que permite la comunicación con Mira y Utiel, y por la CV-475, que conecta con Fuenterrobles.
El relieve del término municipal es predominantemente llano, pero cuenta con algunos accidentes montañosos destacables, como la sierra de la Bicuerca por el este, cuyas alturas principales en el territorio son el cerro Cardete (1129 m) y Alto de las Majuelas (1108 m). Otro sistema montañoso penetra por el sur, en el que se alzan los picos Cagarruta (888 m) y cerro del Castillete (841 m). Finalmente, por el oeste, la sierra de Mira, que supera los 1100 m en esta zona, hace de límite con la provincia de Cuenca. Al este del término nace el arroyo Madre, que tras pasar por Caudete de las Fuentes confluye en el río Magro en las cercanías de Utiel. La altitud oscila por tanto entre los 1129 m (Cardete) y los 820 m en el extremo nororiental, cerca del límite con Utiel. El pueblo se alza a una altitud de 903 m sobre el nivel del mar.
| Noroeste: Mira (Cuenca)           | Norte: Mira (Cuenca) y Aliaguilla (Cuenca)   | Noreste: Sinarcas              |
| Oeste: Mira (Cuenca)              |                                              | Este: Utiel                    |
| Suroeste: Villargordo del Cabriel | Sur: Villargordo del Cabriel y Fuenterrobles | Sureste: Utiel y Fuenterrobles |

### Clima
El clima es continental. Los vientos dominantes son el levante y el poniente; las lluvias se producen en otoño y primavera; nieva en enero y febrero.[cita requerida]

## Historia

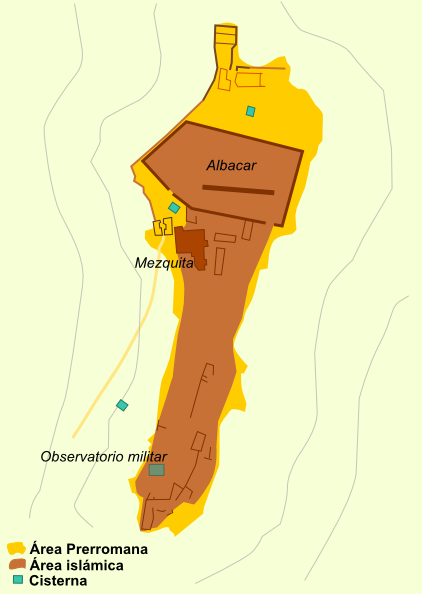
Planta del yacimiento arqueológico de El Molón

Se conocen restos de poblamiento desde la Edad del Bronce en cerro Cardete, la cueva de la Campana y el Picarcho, destacando el poblado con necrópolis de las Hoyas. En el término existió un gran poblado íbero, situado entre la solana y la cima de El Molón y propiciado seguramente por la desecada laguna. Hay vestigios de iberismo, asimismo, en el Matizal y en el poblado de la Viña del Derramador. En época romana fue objeto de una importante colonización cerealista, habiéndose hallado cuatro villas rústicas esparcidas por el núcleo y los alrededores: Cañada del Carrascal, Cuesta Colorá, Hoya de Barea y La Balsa. Ya en época andalusí existió, sobre el poblado prerromano de El Molón, aunque ocupando un espacio algo menor, un hisn (asentamiento fortificado en altura) de cierta envergadura. Se conserva la práctica totalidad del entramado urbano, entre cuyos edificios destacó la mezquita.
El núcleo actual es de origen bajomedieval. Se lo ha relacionado con el robledal de Corpes, en que fueron ultrajadas las hijas del Cid, así como con el Calderrobles en donde en 1177 debía haber librado batalla Alfonso VIII contra los musulmanes. Sin embargo, los primeros testimonios fiables son ya del siglo XIV, cuando consistía en un pequeño caserío ligado a las dehesas y carrascales que poseía allí el Concejo de Requena, de cuyo término formó parte hasta finales del siglo XVIII. Consiguió la categoría de aldea a mediados del siglo XVI en razón de los 90 vecinos con que contaba. En 1699, con unos 500 habitantes era, tras Requena y Utiel, el mayor núcleo de la comarca. La abundancia de ganado lanar propició las manufacturas de lana, hasta el punto de que, según Larruga, en 1740 había funcionado 11 telares en los que se tejían lienzos y se fabricaban cordellates, estameñas y albornoces.
Ante la presión demográfica y la necesidad de granos, el Concejo de Requena parceló y sorteó entre los vecinos de Camporrobles una superficie de 567 almudes (unas 200 hectáreas) correspondientes a la dehesa del Carrascal. En 1782 consiguió la segregación con respecto a Requena y la delimitación de un término propio.
Por Real Orden de 25 de junio de 1851 la comarca de Utiel-Requena (y con ello Camporrobles) pasó a integrarse de la provincia de Cuenca a la de Valencia.
El ferrocarril llegó en la década de 1940, tras haberse quedado estancada la construcción de la línea en Utiel en 1885. La estación pronto se convirtió en punto de atracción para algunas industrias y bodegas, revitalizando así la economía. La antigua laguna se ha venido desecando en la década de 1970, habiéndose construido en su entorno varias instalaciones deportivas.

## Demografía
Camporrobles cuenta con una población de 1188 habitantes (INE 2024).
| Gráfica de evolución demográfica de Camporrobles entre 1842 y 2021                                                  |
| |
| Población de derecho según los censos de población del INE Población de hecho según los censos de población del INE |

En el siglo XVI contaba con 90 fuegos (unos 470 hab.), que en 1699 eran ya 96 (unos 500 habitantes). En 1782 los fuegos eran ya 279 (unos 948 hab.), y la población superó el millar a mediados del siglo XIX. Los habitantes pasaron a 1410 en 1877, a 2263 en 1920 y a un máximo de 2514 en 1950. Luego vino la emigración y la regresión, con 1909 en 1970, 1592 en 1986 y 1398 en el padrón efectuado en mayo de 1996.

## Urbanismo
En el siglo XVIII Camporrobles consistía en un caserío bastante compacto que se extendía al poniente de la laguna. Empezaba por el Pozo del Concejo y la calle del Sol (actual Dos de Mayo) y terminaba por una especie de ronda exterior en forma de arco que se corresponde con las actuales calles de Pelayo y de Cervantes. El camino real de Requena a Cuenca entraba por junto a la ermita de Santa Ana (actual lavadero) y seguía por la actual calle de Santiago. A mediados del siglo XIX existían 368 casas, 7 diseminadas, 20 en La Loberuela y el resto en el núcleo de Camporrobles, cuyo casco urbano había crecido notablemente hacia el noroeste, siguiendo el camino de Mira (calle de Santiago) y por las actuales calle de San Isidro (entonces Nueva), García Berlanga (entonces Carmen), plaza del Maestro Cañada (entonces Alfonso) y calle de la Fuente. Por la parte meridional también se había producido un pequeño ensanche, formándose la calle de la Tejería. Dos mesones o posadas atendían a los viajeros: una en la calle de Santa Águeda y otra en la esquina de Pozo y Horno Nuevo (la actual Maestro Aguilar).
A comienzos del siglo XX se construyó la nueva carretera de Utiel a Mira, lo que atrajo hacia la parte septentrional el crecimiento urbano, con la prolongación de la calle de Santiago, frente a la cual sería construida, ya junto a la carretera, la Posada del Moreno. La central hidroeléctrica de Víllora, en el Cabriel, inaugurada en 1913, motivó para su instalación y mantenimiento la construcción desde Camporrobles de otra carretera, que se convertiría pronto en nuevo eje de crecimiento urbano hacia el oeste. La estación de ferrocarril, construida en la década de 1940, fue el punto de referencia para el planeamiento urbano, trazándose el paseo de la Estación, hoy avenida de la Purísima, verdadero eje sobre el que en 1952 se diseñó un Plan de Ensanche que ha ordenado el crecimiento de Camporrobles casi hasta la actualidad. Transversales a esta avenida de la Purísima y a la calle de Juan Carlos I, hay que añadir una ronda interior formada por las calles de Fuenterrobles, Caudete y Sinarcas, y una segunda exterior denominada avenida de la Constitución, las cuales ordenan el crecimiento urbano de Camporrobles, siempre hacia el oeste. Por el norte el crecimiento no ha pasado más allá de la carretera de Mira, que sólo en parte sirve también de calle. Por el sur la línea del ferrocarril constituye una barrera infranqueable para la expansión urbana.

## Comunicaciones
Por el término de Camporrobles circulan las siguientes carreteras:
| CV-468 Enlaza la provincia de Cuenca con la N-330 a la altura de La Torre (Utiel). |
| CV-470 Enlaza Camporrobles con la provincia de Cuenca CM-2109 y con Utiel.         |
| CV-471 Enlaza La Loberuela con la CV-470.                                          |
| CV-474 Enlaza Villargordo del Cabriel con Camporrobles.                            |
| CV-475 Enlaza Camporrobles con Fuenterrobles.                                      |

Camporrobles cuenta además con una estación del ferrocarril Madrid-Valencia, en la que tienen parada los trenes de las líneas L6 y R5 de los servicios de Media Distancia. Su incierto futuro ha llevado a varios ayuntamientos de la zona a constituir una plataforma en su defensa.

## Economía
La agricultura hasta el siglo XIX estuvo basada en el cultivo de trigo, aunque por estas fechas se fue extendiendo el cultivo del azafrán y las patatas. El viñedo cubría en 1840 una superficie de tan sólo 40 hectáreas y la producción de vino apenas daba para el consumo local. En 1862, según el libro de contribución rústica y urbana, la viña ocupaba ya 283 ha y su cultivo lo practicaban por lo menos 369 de los 450 labradores del término, aunque sólo una docena contaba con lagares propios para la vinificación, ubicados en su mayor parte en la calle de Valencia. Al cultivo del azafrán se le dedicaban otras 200 ha, pero la mayor parte de la tierra seguía siendo de sembradura, con 5079 ha de trigo y cebada. La economía sigue siendo básicamente agraria, con 2500 ha de viñedos, 1100 de cereales y 950 de almendros en las solanas de las sierras en el año 2001. También es muy importante la ganadería, con varias granjas de porcinos y numerosos rebaños de ovejas que alternan la vida en el establo con los pastos al aire libre.
Con la llegada del ferrocarril en la década de 1940 surgieron algunas industrias y bodegas entre dicha década y la de 1950, quedando en la actualidad tres de estas últimas.

## Administración y política
Camporrobles es gobernado por una corporación local formada por concejales elegidos cada cuatro años por sufragio universal que a su vez eligen un alcalde. El censo electoral está compuesto por todos los residentes empadronados en Camporrobles mayores de 18 años y nacionales de España y de los otros países miembros de la Unión Europea. Según lo dispuesto en la Ley del Régimen Electoral General, que establece el número de concejales elegibles en función de la población del municipio, la Corporación municipal de Camporrobles está formada por 9 concejales.
| Periodo   | Nombre                           | Partido    |
| --------- | -------------------------------- | ---------- |
| 1979-1983 | Heliodoro Atienza Vigo           | PCE        |
| 1983-1987 | Heliodoro Atienza Vigo           | PCE        |
| 1987-1991 | Heliodoro Atienza Vigo           | EUPV       |
| 1991-1995 | Miguel Ángel Lorente Berlanga    | PSPV-PSOE  |
| 1995-1999 | Miguel Ángel Lorente Berlanga    | PSPV-PSOE  |
| 1999-2003 | Miguel Ángel Lorente Berlanga    | PSPV-PSOE  |
| 2003-2007 | Miguel Ángel Lorente Berlanga    | PSPV-PSOE  |
| 2007-2011 | Gerardo Gómez Ruiz               | PP         |
| 2011-2015 | Gerardo Gómez Ruiz               | PP         |
| 2015-2019 | Gabriel Mata González            | PSPV-PSOE  |
| 2019-2023 | María Inmaculada Alemany Latorre | ENPOSITIVO |
| 2023-act. | Faustino Pozuelo Férriz          | PP         |

## Servicios
El abastecimiento de agua potable, una vieja aspiración con notables fracasos en sus anteriores intentos, pudo por fin ser solucionado a finales de la década de 1980 trayendo el agua desde un pozo situado en la ladera de la montaña de Cardete, en la cara que mira hacia Las Cuevas de Utiel.

## Patrimonio
- El Molón: Se trata de un yacimiento arqueológico ocupado principalmente en época ibérica y andalusí. De la época prerromana destaca la fortificación, mientras que de la época andalusí destaca su mezquita.[7]
- El Picarcho: Se trata de un yacimiento arqueológico de la Edad del Bronce, cercano al anterior y datado entre el siglo XIX a. C. y el siglo XVI a. C.[12]
- Iglesia de Nuestra Señora de la Asunción: Data del siglo XVIII.[cita requerida]
- Escuelas del Patronato de Martínez de la Mata: Datan de finales del siglo XIX, y se sitúan en la calle de Hernández Zazo.[6]
- Microrreserva de flora Lengua de Ciervo.[cita requerida]
- Ermita de San Cristóbal.
- Museo municipal Raúl Gómez: incluye, entre otras colecciones, obras de Fernando Garfella Moreno así como restos arqueológicos hallados en el yacimiento arqueológico de El Molón.[6][13]

## Fiestas
- Hogueras de San Antón: La noche del sábado más próximo al 17 de enero
- Fiestas de Verano: Son de carácter popular, y se celebran la tercera semana de agosto; en ellas se celebran diversos actos, como la presentación de los festeros (niños de 9 años y sus quintos de 19, ataviados con el traje típico de Camporrobles, que estos últimos serán los que realicen el arco en la siguiente Semana Santa); desfiles, globotás, ferias ganaderas, las procesiones de la Asunción de la Virgen el 15 de agosto y la Virgen de Tejeda; carrozas...
- Fiestas Patronales: Se celebran en torno al 5 de febrero en honor a Santa Águeda.[6]
- Carnavales: febrero, los hay infantiles y adultos.
- Fiesta de Quintos: Se celebran durante la Semana Santa, las quintas son las encargadas de portar a la Virgen de los Dolores los días de Jueves Santo, Viernes Santo y Domingo de Pascua y los quintos portan al Nazareno el día de Jueves Santo, el Santo Sepulcro el Viernes Santo y al Resucitado el Domingo de Pascua que es cuando se prepara un arco adornado con flores de papel durante toda la noche y que se coloca en la plaza para la procesión del encuentro de la Virgen con el Resucitado, el Domingo de Resurrección a las 8 de la mañana.
- Canto de los Mayos: Canto a la Virgen y a las Mozas por los quintos la noche del 30 de abril.
- San Isidro Labrador: 15 de mayo. Festividad del patrón de la localidad.
- Romería a la Cueva Santa: Tiene lugar el segundo domingo de mayo.[cita requerida]
- Romería al Santuario de Ntra Sra de Tejeda ( Garaballa - Cuenca ): La noche del 7 al 8 de septiembre, se realiza andando y pasando por la localidad de Mira.

## Personas notables
- Fidel García Berlanga (1859-1914): Economista y político, que fue presidente del Sindicato Provincial de Viticultores y de todos los viticultores españoles. Fue también diputado a Cortes y perteneció al Partido Liberal, bajo la jefatura de Canalejas. Falleció en Utiel.[14]
- Siro de Fez Sánchez (1888-1967): Naturalista y médico que llegó a estar muy especializado en el estudio de los moluscos. Su trabajo más voluminoso lleva por título Ascoglosos y Nudibranquios de España y Portugal, dedicado a estos delicados y vistosos moluscos gasterópodos, poco conocidos por carecer de concha. Está ilustrado con acuarelas de su amigo y compañero de profesión Romualdo Aguilar Guillem. Tras su fallecimiento, su esposa y sus hijos donaron su colección al Patronato Valenciano de Ciencias Naturales.[15]
- José Barea Sánchez (1922-1971). Pintor y artista fallero. Ganador cuatro veces del Ninot Indultat (1951, 1952, 1954, 1956). En su Camporrobles natal destacan las pinturas de la Cooperativa Agrícola.
- Fernando Garfella Moreno (1927-1988): Pintor. En sus inicios, sus composiciones respondían a un estilo figurativo que poco a poco iría evolucionando hacia posiciones de carácter postcubista, a las que incorporará una nueva metodología consistente en introducir en la pintura la tercera dimensión óptica. Él mismo definió su estilo como pintura opticinética. Obtuvo premios, entre los que destacan la Medalla de Honor en el Salón de Otoño de Palma de Mallorca (1964) y el Primer Premio del PACH de París (1972). Sus obras han sido expuestas en el Museo de Arte Contemporáneo de Newark (EE. UU.), Real Academia de Bellas Artes de San Telmo (Málaga) y Museo de Arte Moderno de Gotemburgo (Suecia), entre otras instituciones. Falleció en Andrach (Mallorca).[13]
- Jesús Esteban García (1947-...): Economista y escritor, autor de Curso de inferencia estadística: introducción al modelo lineal: prácticas (1998), Curso de inferencia estadística: introducción al modelo lineal (1995) y Estadística básica aplicada (2004).[16]
- Benigno Camañas Sanz (1951-2018): Periodista. Inició su trayectoria profesional en el diario Levante-EMV como colaborador. Posteriormente trabajó en Las Provincias como jefe de Política hasta que fue nombrado director de Mediterráneo en Castellón, de donde regresó a Las Provincias como redactor jefe de Economía. En 1997 fundó y dirigió El Mundo Comunidad Valenciana durante más de una década hasta que en 2008 pasó a presidir su Consejo Editorial.[17]
- Ruth García García (1987-...): Futbolista profesional española que se desempeña como defensa en el Levante U.D. de la Primera División Femenina de España. Entre 2005 y 2016 formó parte de la Selección española. También es licenciada en Fisioterapia. Ruth García